# AHEAD

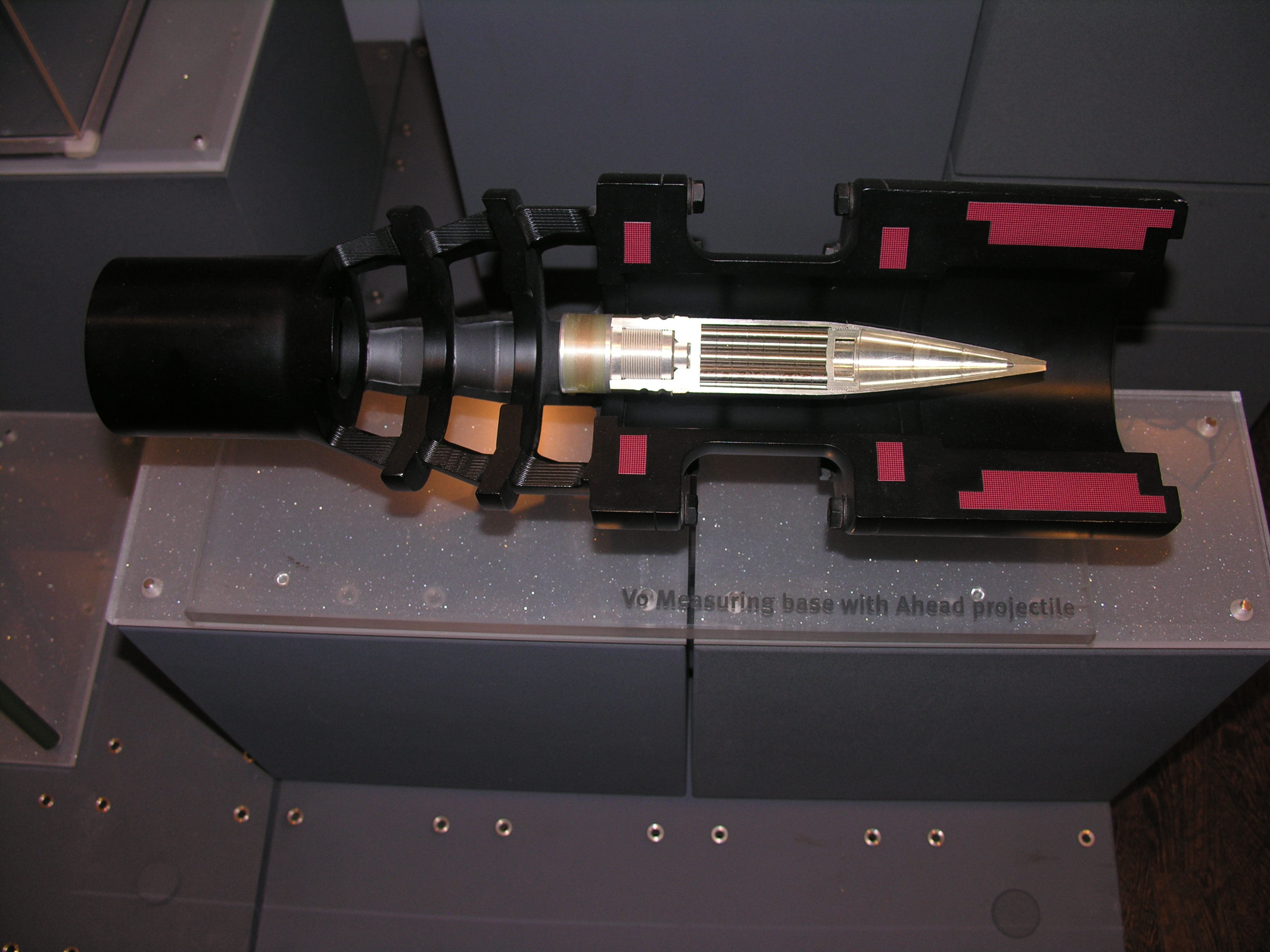
AHEAD Munition

AHEAD es el acrónimo de "Advanced Hit Efficiency And Destruction" (golpe en eficiencia avanzada y destrucción. "Ahead" también puede significar "adelante"). Se utiliza en el sistema Mantis.
Se trata de una munición inteligente, la cual permite la graduación de la espoleta de impacto de manera automática a la salida de la boca del cañón de acuerdo a la distancia del blanco. Es una munición que contiene 152 subproyectiles por cada ojiva: esto permite que a una distancia prudencial antes de llegar al blanco esta se subdivida en estos 152 miniproyectiles y cree una verdadera barrera antimisil de casi 38 m de diámetro en forma cónica por cada proyectil. Esta munición es esencialmente para defensa de un punto antimisil.
Es una munición es extremadamente potente y se trata de un competidor de la clásica munición Bofors 40 mm debido a su alta cadencia de fuego, 550 disparos/minuto con un alcance efectivo de 4000 metros.

## Partes
El núcleo de la tecnología AHEAD se compone de tres partes, incluida la munición AHEAD, medición de velocidad de salida, y con fecha dispositivo detonador / datos del sistema de petición.

## Funcionamiento
La munición de 35 mm de nueva generación AHEAD se programa automáticamente en función de la distancia del objetivo, explotando en un punto precalculado enfrente de él y lanzándole una ráfaga de 152 subproyectiles de wolframio (se trata de un metal de transición, escaso en la corteza terrestre, el cual desde la Segunda Guerra Mundial se usó para blindar las punta de los proyectiles antitanque y en la coraza de los blindados o también utilizado para fabricar herramientas de corte), aumentando de este modo la eficacia de los proyectiles tradicionales con espoleta de tiempo y proporcionando capacidad antimisil.
Se trata de una munición autoprogramada, desarrollada para mejorar la letalidad de la anterior serie de GDF de 35 mm de doble arrastre contra la aviación enemiga. Dicha munición monta unos proyectiles, las cuales liberan una nube de subproyectiles, justo por delante del blanco, aumentando enormemente la probabilidad de un impacto. Un menor número de proyectiles son necesarios por blanco, debido a su efectividad, con lo que se obtiene un mayor número de bajas al enemigo. Una secuencia típica consiste en enganches de 20 a 24 rondas. Es eficaz contra los pequeños objetivos aéreos y de rápido movimiento. Su alcance efectivo de fuego, como ya se ha mencionado anteriormente, es de aproximadamente 4 km. La munición AHEAD ya está en servicio en más de 10 países.

### Listas relacionadas
- Mando de Artillería Antiaérea del Ejército de Tierra de España
- Anexo:Materiales del Ejército de Tierra de España
- Oerlikon GDF